# Distretto di Korogwe
Il distretto di Korogwe è un distretto della Tanzania situato nella regione di Tanga. È suddiviso in 29 circoscrizioni (wards) e conta una popolazione di 272 870 abitanti (censimento 2022).

## Suddivisione amministrativa
Il distretto è diviso nelle seguenti circoscrizioni (wards), tra parentesi gli abitanti (censimento 2022):
1. Bungu (6 995)
2. Chekelei (9 778)
3. Dindira (7 848)
4. Foroforo (7 032)
5. Hale (16 662)
6. Kalalani (3 654)
7. Kerenge (9 273)
8. Kizara (8 583)
9. Kwagunda (9 684)
10. Kwashemshi (9 064)
11. Lewa (4 788)
12. Lutindi (3 084)
13. Magamba Kwalukonge (7 108)
14. Magila Gereza (6 674)
15. Magoma (13 564)
16. Makumba (6 108)
17. Makuyuni (10 393)
18. Mashewa (10 366)
19. Mazinde (13 458)
20. Mgwashi (4 231)
21. Mkalamo (12 281)
22. Mkomazi (12 446)
23. Mkumbara (11 845)
24. Mlungui (5 887)
25. Mnyuzi (5 822)
26. Mombo (24 280)
27. Mpale (9 166)
28. Mswaha (14 331)
29. Vugiri (8 465)